# Dendrobeania pseudomurrayana
Dendrobeania pseudomurrayana är en mossdjursart som beskrevs av Arnold Girard Kluge 1955. Dendrobeania pseudomurrayana ingår i släktet Dendrobeania och familjen Bugulidae. Utöver nominatformen finns också underarten D. p. tenuis.